# Liechtensteiner Volksblatt
Liechtensteiner Volksblatt är Liechtensteins äldsta och näst största dagstidning. Den utges av Liechtensteiner Volksblatt AG och är nära knuten till Huset Liechtenstein och landets största parti, det nationalkonsersativa Fortschrittliche Bürgerpartei. Tidningen var landet största till  på 1970-talet då den överhalades av Liechtensteiner Vaterland.
Volksblatt, som tidningen vanligen kallas, grundades 16 augusti 1878 av hovkaplanen Johann Franz Fetz och utgavs en gång i veckan. År 1918 ökades utgivningstakten till två gånger i veckan och sedan 1985 utges tidningen sex dagar i veckan, från måndag till lördag, med en upplaga på cirka 8 000 exemplar och 20 000 på torsdagar. Den finansieras av annonser och publicering av offentliga kungörelser, prenumerationer, viss lösnummerförsäljning samt statligt presstöd.